# Asociación de Fútbol de Papúa Nueva Guinea
La Asociación de fútbol de Papúa Nueva Guinea es la encargada de administrar la selección de fútbol de Papúa Nueva Guinea y todas sus categorías inferiores, así como a la selección femenina de fútbol de Papúa Nueva Guinea, la selección de fútbol sala de Papúa Nueva Guinea y la selección de fútbol playa de Papúa Nueva Guinea. También organiza la Liga Nacional de Fútbol de Papúa Nueva Guinea la máxima competencia futbolística a nivel de clubes del país.

## Problemas administrativos
La asociación tuvo problemas con los dirigentes de la OFC y de la FIFA, y por lo tanto no participó en la Copa de las Naciones de la OFC 2008 ni en las eliminatorias de la OFC para el Mundial de fútbol de 2010. Esto ocasionó que la selección de fútbol se mantuviera más de 4 años sin jugar ningún partido y por lo tanto fuera quitada del Ranking FIFA. Se reintegró al mismo luego de participar en los Juegos del Pacífico de 2011.
- Datos: Q1485130